# Вентем, Ванда
Ванда Вентем (англ. Wanda Ventham; род. 5 августа 1935, Брайтон) — английская актриса театра, кино и телевидения. Наиболее известна по ролям Верджинии Лейк в сериале «НЛО» (1970—1973) и Памелы Пари в британском ситкоме «Дуракам везёт» (1981—2003). Мать актёра Бенедикта Камбербетча.

## Биография

### Юность и учёба
Ванда Вентем — дочь Глэдис Фрэнсис и Фредрика Говарда Вентема, правнучка Эбенизера Говарда. Сначала хотела стать художницей, поэтому училась в художественной школе, где у неё появились пристрастия к театру. Она покинула художественную школу и поступила в Центральную школу сценической речи и драматического искусства, которую окончила в 1956 году.

## Избранная фильмография
- 1964—1966: Святой / The Saint — Пенни / Лора Страйд
- 1965: Мстители / The Avengers — медсестра Спрей
- 1967: Заключенный / The Prisoner — компьютерный помощник
- 1967—1987: Доктор Кто / Doctor Who — Джин Рок / Тиа Ренсом / Фарун
- 1968: Так держать… Вверх по Кхайберу / Carry On. Up the Khyber — первая жена Хази
- 1974: Капитан Кронос: Охотник на вампиров / Captain Kronos: Vampire Hunter — леди Дюрворд
- 1975: Летучий отряд Скотланд-Ярда / The Sweeney — Бренда
- 1977: Королевский суд / Crown Court — Сибил Холстед
- 1986: Пираты / The Pyrates — Энн Бонни
- 2005: Убийства в Мидсомере / Midsomer murders — Романи Роуз
- 2010: Шерлок / Sherlock — мама Шерлока (3 эпизода)